# Pteroglossus
Pteroglossus je rod z čeledi tukanovití (Rhamphastidae). Ze všech šesti rodů, které spadají pod tukanovité má nejvíce zástupců a obecně se tomuto rodu říká i arrasari, i když je toto označení nepřesné. Výrazný charakteristické prvek jejich vzhledu je mohutný zobák, dále také mívají pestré zbarvení, díky kterému si je chovatelé oblíbili i jako okrasné ptáky. To se ale může lišit u jednotlivých druhů. Vyskytují se hlavně v tropických a subtropických oblastech Jižní Ameriky, kde hnízdí v dutinách stromů. Živí se převážně ovocem, mimo to ale i hmyzem. Běžně mají 2–4 bílá vejce. Nemají přirozené predátory, ale na většině druzích běžně parazitují menší paraziti, jako jsou vši. Jsou to nestěhovaví ptáci.

## Druhy
- Pteroglossus aracari (Linnaeus, 1758) – arassari černokrký
- Pteroglossus azara (Vieillot, 1819) – arassari bledozobý
- Pteroglossus bailloni (Vieillot, 1819) – arassari zlatý
- Pteroglossus beauharnaisii Wagler, 1832 – arassari řasnatý
- Pteroglossus bitorquatus Vigors, 1826 – arassari červenokrký
- Pteroglossus castanotis Gould, 1834 – arassari hnědouchý
- Pteroglossus erythropygius Gould, 1843
- Pteroglossus frantzii Cabanis, 1861 – arassari panamský
- Pteroglossus inscriptus Swainson, 1822 – arassari amazonský
- Pteroglossus pluricinctus Gould, 1836 – arassari mnohopruhý
- Pteroglossus sanguineus Gould, 1854
- Pteroglossus torquatus (Gmelin, 1788) – arassari pestrý
- Pteroglossus viridis (Linnaeus, 1766) – arassari zelený